# Kaunerberg
Kaunerberg é um município da Áustria, situado no distrito de Landeck, no estado do Tirol. Tem 23,43 km² de área e sua população em 2019 foi estimada em 436 habitantes.